# Psychomyiella babai
Psychomyiella babai är en nattsländeart som beskrevs av Kobayashi 1987. Psychomyiella babai ingår i släktet Psychomyiella och familjen tunnelnattsländor. Inga underarter finns listade i Catalogue of Life.